# Streptococcus mutans
Streptococcus mutans (лат.) — вид грамположительных, факультативно анаэробных бактерий рода стрептококков, обычно обнаруживаемая в ротовой полости человека, вносит существенный вклад в возникновение кариеса. Микроорганизм первоначально был описан Д. К. Клэрком в 1924 году.
Передача бактерии может происходить от родителей к ребёнку, а также, от одного ребёнка к другому через бытовые контакты (посуда, соломки для питья и пр.).

## Роль в разрушении зубов
Наряду с Streptococcus sobrinus, Streptococcus mutans играет главную роль в разрушении зубов, переводя сахарозу в молочную кислоту. Кислая среда, создаваемая во рту этим процессом является причиной того, что высоко минерализованная зубная эмаль испещряется и становится уязвимой для разрушения. Streptococcus mutans — один из нескольких специализированных организмов, снабжённых рецепторами для прилипания к поверхности зубов. Сахароза используется Streptococcus mutans, чтобы произвести липкий внеклеточный полисахарид на основе декстрана, который позволяет им связываться между собой, формируя зубной налёт. Streptococcus mutans производит декстран при помощи фермента декстрансахаразы, используя сахарозу как субстрат. Сахароза — единственный сахар, который Streptococcus mutans может использовать, чтобы образовывать этот полисахарид.
Метаболизирует другие сахара, такие как: глюкоза, фруктоза, лактоза и сахарозу в молочную кислоту в качестве конечного продукта. Эта комбинация зубного камня и кислоты ведёт к разрушению зуба.
Возрастание роли Streptococcus mutans в возникновении кариеса связано с переходом цивилизации к земледелию 10 тыс. лет назад. Увеличение доли зерновых продуктов, содержащих крахмал в диете человека, создало благоприятные условия для жизни бактерий. Значительно увеличивается доминирование бактерии после промышленной революции 1850-х годов с увеличением рафинированных сахаров в диете.

## Патофизиология
Некоторые штаммы Streptococcus mutans образуют протеазы, деактивирующие содержащиеся в слюне антитела IgA, ослабляя тем самым иммунную защиту. Некоторые штаммы Streptococcus mutans способны выделять бактериоцины, при помощи которых ведётся борьба за среду обитания.